# Lotus 49
El Lotus 49 fue un coche de carreras de Fórmula 1 diseñado por Colin Chapman y Maurice Philippe para la temporada de F1 de 1967. Se diseñó en torno al motor Cosworth DFV que impulsaría la mayor parte de la parrilla de la Fórmula 1 durante la década de 1970. Fue uno de los primeros coches de F1 en utilizar un tren motriz con barras de tensión para reducir el peso, y el primero en ser copiado por otros equipos.
Jim Clark ganó en el debut del coche, en 1967, y también le proporcionaría la última victoria de su carrera, en 1968. Graham Hill ganó el título de ese año y el coche siguió ganando carreras hasta 1970.

## Concepto
Después de un primer año difícil para Lotus en la fórmula de tres litros, Chapman volvió a la mesa de dibujo y creó un diseño que volvía a lo básico, pero con visión de futuro. Inspirándose en diseños anteriores, en particular en el Lotus 43 y el Lotus 38 Indycar, el 49 fue el primer coche de F1 con motor Ford Cosworth DFV, después de que Chapman convenciera a Ford para que construyera un motor de F1.
El 49 fue un diseño avanzado en la Fórmula 1 debido a la configuración de su chasis. El motor especialmente diseñado se convirtió en un miembro estructural que soportaba la tensión (visto anteriormente con el motor H16 en el Lotus 43 y el BRM P83, y antes de eso en el Lancia D50 con motor delantero de 1954), atornillado al monocasco en un extremo y la suspensión y la caja de cambios en el otro. Desde entonces, prácticamente todos los coches de Fórmula 1 se construyen así.
El 49 fue un banco de pruebas para varias novedades tecnológicas y de presentación de los coches de carreras. Lotus fue el primer equipo en utilizar alerones aerodinámicos, que se introdujeron en el Gran Premio de Mónaco de 1968. Originalmente, estas alas estaban atornilladas directamente a la suspensión y se apoyaban en unos delgados puntales. Los alerones se montaban varios metros por encima del chasis del coche para que fueran eficaces en aire limpio, pero tras varias roturas que provocaron peligrosos accidentes, los alerones altos fueron prohibidos y Lotus se vio obligada a montarlos directamente en la carrocería.

## Historia de las carreras

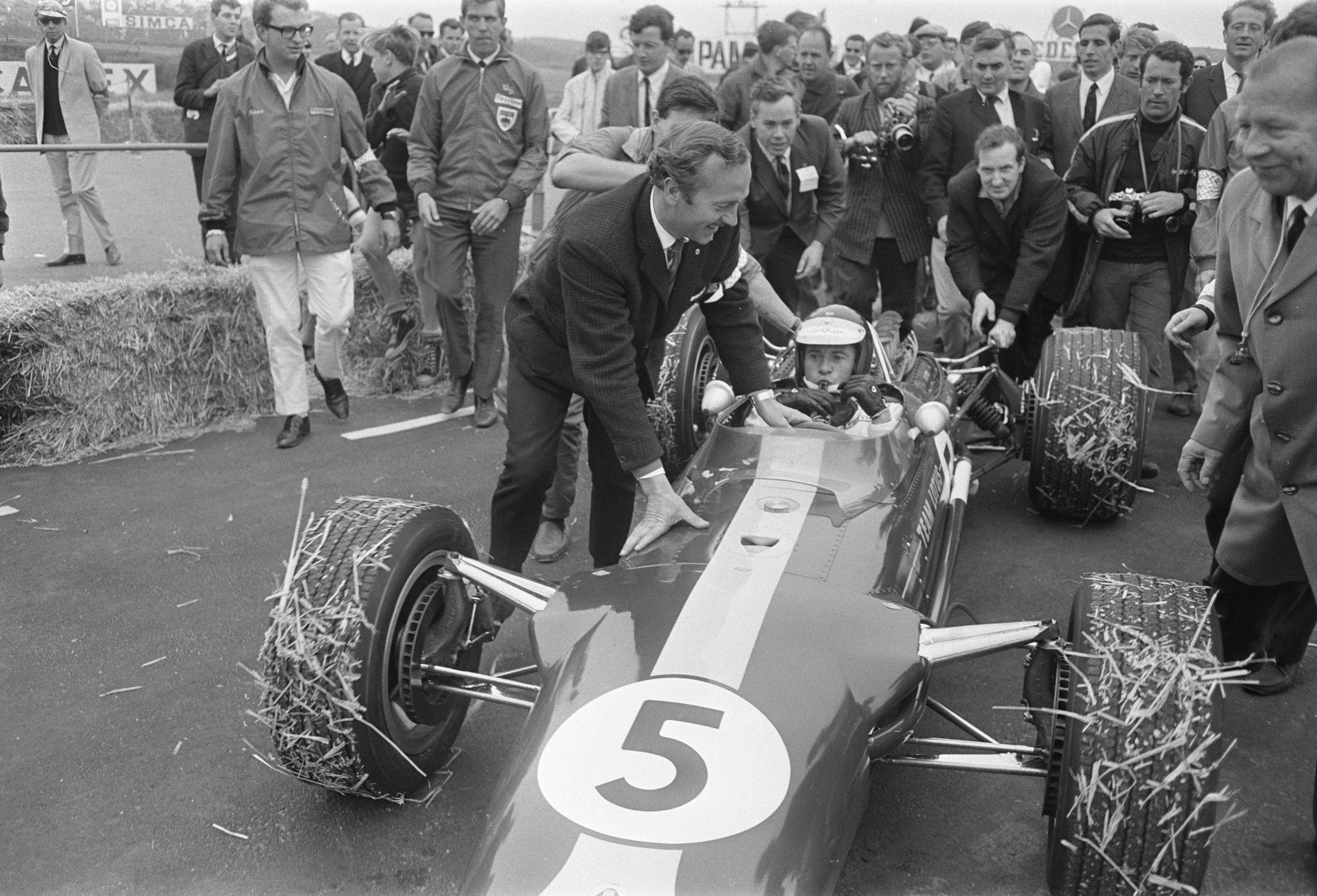
Jim Clark siendo felicitado por Colin Chapman después de ganar el Gran Premio de los Países Bajos de 1967, la primera carrera del Campeonato Mundial del Lotus 49.

En las pruebas, Graham Hill encontró que el Lotus 49 era fácil de conducir y sensible, pero la potencia del motor Ford era difícil de manejar al principio. El V8 daba repentinas ráfagas de potencia sobre las que Hill tenía reservas. Después de su primera carrera con el coche, dijo con su típico estilo ingenioso: "¡Tiene un poco de empuje! No es una mala herramienta. Sin embargo, Jim Clark ganó su carrera de debut en Zandvoort con facilidad y consiguió otras tres victorias durante la temporada, pero la falta de fiabilidad temprana del DFV acabó con sus esperanzas en el campeonato. Tuvo problemas en su primera carrera para Hill, y tuvo problemas de bujías en el Gran Premio de Bélgica, celebrado en el circuito de 8,76 millas (14,73 kilómetros) de Spa-Francorchamps. Clark y Hill fueron víctimas de sus problemas de fiabilidad en el Gran Premio de Francia, celebrado en el Circuito Bugatti de Le Mans (un circuito más pequeño que utiliza solo una parte de la pista utilizada para las 24 Horas de Le Mans), y perdieron ante Jack Brabham. Clark se quedó sin combustible en Monza durante el Gran Premio de Italia. Los fallos mecánicos le costaron a Lotus el campeonato de ese año, pero se consideró que 1968 sería un año mejor después de que Cosworth y Lotus perfeccionaran sus diseños, que eran claramente el camino a seguir.

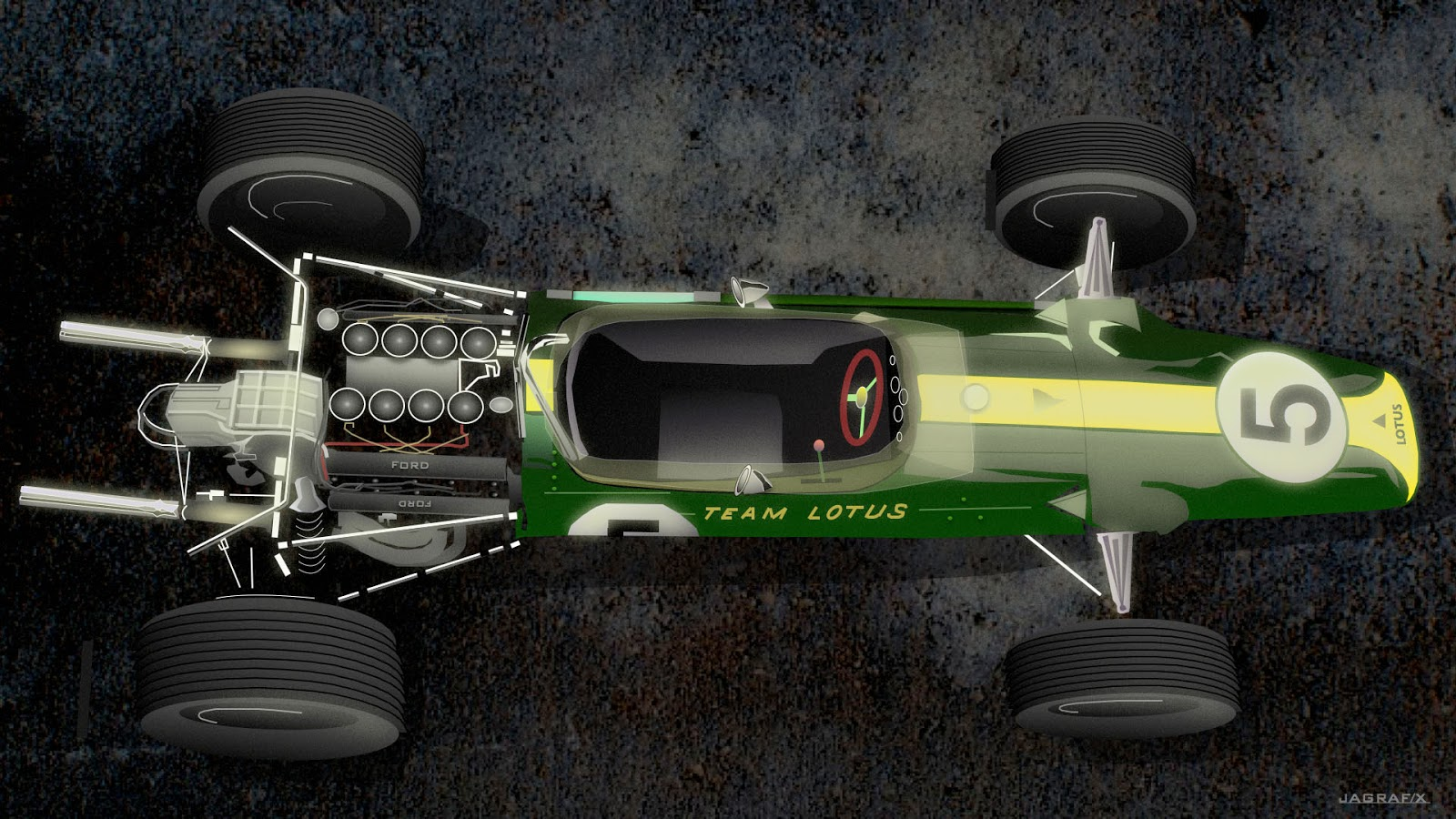
Un Lotus 49 con motor Ford V-8 dibujado.

Clark ganó la primera carrera de la temporada de 1968, el Gran Premio de Sudáfrica y las Tasman Series en Australia, pero murió en una carrera de F2 en Hockenheim. Hill tomó el relevo como jefe de equipo y ganó su segundo título de Campeón del Mundo, tras conseguir tres victorias en Grandes Premios, incluida la cuarta de sus cinco Grandes Premios de Mónaco. Jo Siffert también condujo un 49, propiedad de Rob Walker, para ganar el Gran Premio de Gran Bretaña en Brands Hatch ese año, la última vez que un coche inscrito por un auténtico privado ganó una carrera del campeonato de Fórmula 1. El 49 también llevó a Jochen Rindt a su primera victoria, en 1969, en Watkins Glen, Nueva York, antes de conducir el tipo a su última victoria, en el Gran Premio de Mónaco de 1970.
El 49 estaba destinado a ser sustituido por el Lotus 63 a mediados de 1969, pero cuando ese coche resultó ser un fracaso, se puso en servicio una versión mejorada del 49, el 49C, hasta que se pudiera construir un coche adecuado.  El 49 consiguió doce victorias y contribuyó a dos campeonatos mundiales de pilotos y constructores, antes de ser sustituido por el Lotus 72 durante 1970. Las últimas apariciones del 49C fueron en 1971, con Wilson Fittipaldi terminando noveno en el Gran Premio de Argentina de 1971, y Tony Trimmer terminando sexto en la Copa de Primavera en Oulton Park.
De los doce 49 construidos, quedan siete. El chasis R3 (conducido por Hill, y luego vendido al particular John Love) es el único ejemplo de los coches originales de 1967 que aún existe, y está expuesto en el National Motor Museum de Hampshire.

## Colores en las carreras

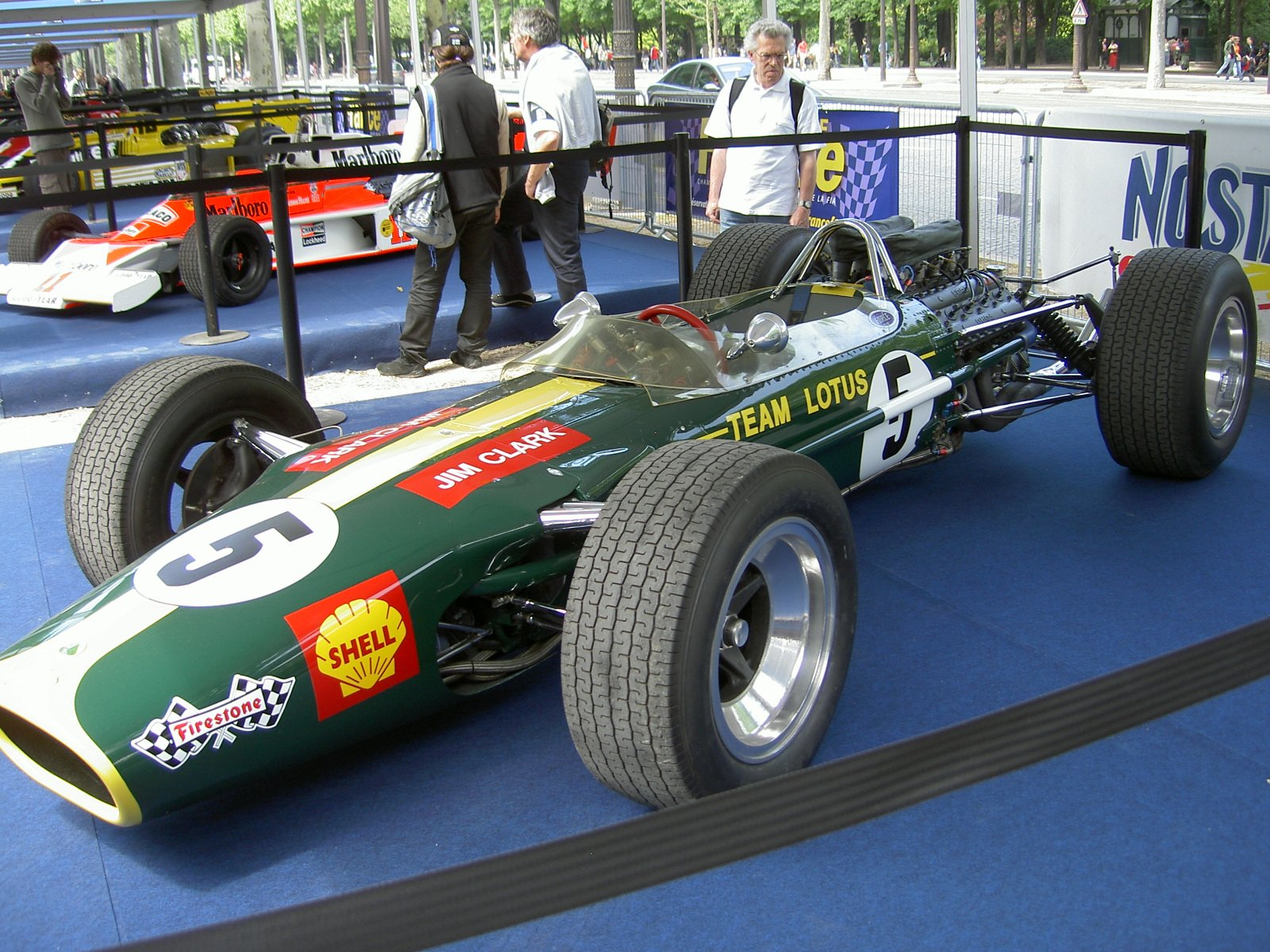
Un Lotus 49 presentado como habría aparecido a principios de la temporada de 1968, justo antes de la introducción de los colores Gold Leaf Team Lotus.

Desde su introducción en 1967, los Lotus 49 de fábrica se pintaron en el tradicional verde de competición británico de Lotus con una franja central amarilla. A lo largo de los 16 meses siguientes, el diseño fue ganando en número de parches de los patrocinadores y grandes franjas con los nombres de los pilotos, al tiempo que se mantenía el esquema base tradicional. Sin embargo, para las carreras de las Tasman Series de 1967-1968, los 49 con motor de 2,5 litros del equipo Lotus se pintaron de rojo, crema y oro, los colores de los cigarrillos Gold Leaf, después de que Chapman firmara un lucrativo contrato de patrocinio. Este esquema de colores se introdujo en el Campeonato del Mundo de 1968 en la segunda carrera de la temporada, el Gran Premio de España de 1968, convirtiendo a Lotus en el primer equipo de trabajo en pintar sus coches con los colores de sus patrocinadores.
Los Lotus 49 también fueron conducidos por el equipo privado Rob Walker Racing Team, que pintó su coche en el tradicional azul oscuro de Walker con una banda blanca en el morro, y por el estadounidense Pete Lovely, cuyo coche (chasis R11) estaba pintado con los colores de la competición nacional estadounidense, blanco con una franja central azul.

## Galería
|            |
| Lotus 49B. |

|                                                     |
| Jochen Rindt en el Gran Premio de Alemania de 1969. |

|                                   |
| Suspensión trasera del Lotus 49B. |

|                              |
| Cosworth-V8 en el Lotus 49B. |

|                                                                       |
| El motor Cosworth DFV instalado en un Lotus 49 de principios de 1968. |

|                                                                                           |
| Vista del Lotus 49B mostrando el alerón trasero alto fijado directamente a la suspensión. |

| |
| Un Lotus 49B con el alerón trasero original y prohibido en una demostración en el Goodwood Festival of Speed de 2008. |

|                                   |
| El 49C siendo presentado en 2005. |